# Chimes of Freedom: The Songs of Bob Dylan Honoring 50 Years of Amnesty International
Chimes of Freedom: Songs of Bob Dylan Honoring 50 Years of Amnesty International es un álbum recopilatorio caritativo con nuevas grabaciones de algunos éxitos de Bob Dylan realizado por múltiples artistas, el cual fue publicado el 24 de enero de 2012. Las ganancias del álbum serán donadas a la organización de derechos humanos Amnistía Internacional. En el álbum aparece Miley Cyrus, Adele, Ke$ha, My Chemical Romance, The Gaslight Anthem, Pete Townshend, Seal, Jeff Beck, Elvis Costello, Mark Knopfler, Darren Criss, Eric Burdon, Sting, Patti Smith, My Morning Jacket y Pete Seeger entre muchos otros.
La versión de Cyrus se convirtió en la canción más descargada del álbum en iTunes, llegando al puesto número 68 del iTunes chart. Además ocupó el puesto #6 en el iTunes chart de Australia.

## Lista de canciones
Disco 1
| Artista                              | Canción                     |
| ------------------------------------ | --------------------------- |
| Johnny Cash feat. The Avett Brothers | One Too Many Mornings       |
| Raphael Saadiq                       | Leopard-Skin Pill-Box Hat   |
| Patti Smith                          | Drifter's Escape            |
| Rise Against                         | Ballad of Hollis Brown      |
| Tom Morello The Nightwatchman        | Blind Willie McTell         |
| Pete Townshend                       | Corrina, Corrina            |
| Bettye LaVette                       | Most of the Time            |
| Charlie Winston                      | This Wheel's on Fire        |
| Diana Krall                          | Simple Twist of Fate        |
| Brett Dennen                         | You Ain't Goin' Nowhere     |
| Mariachi El Bronx                    | Love Sick                   |
| Ziggy Marley                         | Blowin' in the Wind         |
| The Gaslight Anthem                  | Changing of the Guards      |
| Silversun Pickups                    | Not Dark Yet                |
| My Morning Jacket                    | You're a Big Girl Now       |
| The Airborne Toxic Event             | Boots of Spanish Leather    |
| Sting                                | Girl from the North Country |
| Mark Knopfler                        | Restless Farewell           |

Disco 2
| Artista                       | Canción                                       |
| ----------------------------- | --------------------------------------------- |
| Queens Of The Stone Age       | Outlaw Blues                                  |
| Lenny Kravitz                 | Rainy Day Women #12 & 35                      |
| Steve Earle & Lucia Micarelli | One More Cup of Coffee (Valley Below)         |
| Blake Mills                   | Heart Of Mine                                 |
| Miley Cyrus                   | You're Gonna Make Me Lonesome When You Go     |
| Billy Bragg                   | Lay Down Your Weary Tune                      |
| Elvis Costello                | License to Kill                               |
| Angelique Kidjo               | Lay Lady Lay                                  |
| Natasha Bedingfield           | Ring Them Bells                               |
| Jackson Browne                | Love Minus Zero/No Limit                      |
| Joan Báez                     | Seven Curses (Live)                           |
| The Belle Brigade             | No Time To Think                              |
| Sugarland                     | Tonight I'll Be Staying Here With You (Live)  |
| Jack's Mannequin              | Mr. Tambourine Man                            |
| Oren Lavie                    | 4th Time Around                               |
| Sussan Deyhim                 | All I Really Want to Do                       |
| Adele                         | Make You Feel My Love (Recorded Live at WXPN) |

Disco 3
| Artista                                                 | Canción                              |
| ------------------------------------------------------- | ------------------------------------ |
| K'naan                                                  | With God on Our Side                 |
| Ximena Sariñana                                         | I Want You                           |
| Neil Finn with Pajama Club                              | She Belongs to Me                    |
| Bryan Ferry                                             | Bob Dylan's Dream                    |
| Zee Avi                                                 | Tomorrow Is a Long Time              |
| Carly Simon                                             | Just Like a Woman                    |
| Flogging Molly                                          | The Times They Are a-Changin'        |
| Fistful Of Mercy                                        | Buckets of Rain                      |
| Joe Perry                                               | Man Of Peace                         |
| Bad Religion                                            | It's All Over Now, Baby Blue         |
| My Chemical Romance                                     | Desolation Row (live)                |
| RedOne featuring Nabil Khayat                           | Knockin' on Heaven's Door            |
| Paul Rodgers & Nils Lofgren                             | Abandoned Love                       |
| Darren Criss featuring Chuck Criss and Freelance Whales | New Morning                          |
| Cage the Elephant                                       | The Lonesome Death of Hattie Carroll |
| Band of Skulls                                          | It Ain't Me, Babe                    |
| Sinéad O'Connor                                         | Property of Jesus                    |
| Ed Roland and The Sweet Tea Project                     | Shelter from the Storm               |
| Ke$ha                                                   | Don't Think Twice, It's All Right    |
| Kronos Quartet                                          | Don't Think Twice, It's All Right    |

Disco 4
| Artista                             | Canción                               |
| ----------------------------------- | ------------------------------------- |
| Maroon 5                            | I Shall Be Released                   |
| Carolina Chocolate Drops            | Political World                       |
| Seal & Jeff Beck                    | Like A Rolling Stone                  |
| Taj Mahal                           | Bob Dylan's 115th Dream               |
| Dierks Bentley                      | Senor (Tales of Yankee Power) (Live)  |
| Mick Hucknall                       | One of Us Must Know (Sooner or Later) |
| Thea Gilmore                        | I'll Remember You                     |
| State Radio                         | John Brown                            |
| Dave Matthews Band                  | All Along the Watchtower (Live)       |
| Michael Franti                      | Subterranean Homesick Blues           |
| We Are Augustines                   | Mama, You Been On My Mind             |
| Lucinda Williams                    | Tryin' To Get To Heaven               |
| Kris Kristofferson                  | Quinn the Eskimo (The Mighty Quinn)   |
| Eric Burdon                         | Gotta Serve Somebody                  |
| Evan Rachel Wood                    | I'd Have You Anytime                  |
| Marianne Faithfull                  | Baby Let Me Follow You Down (Live)    |
| Pete Seeger with The Rivertown Kids | Forever Young                         |
| Bob Dylan                           | Chimes of Freedom                     |

Pistas disponibles sólo digitalmente
| Artista            | Canción                    |
| ------------------ | -------------------------- |
| Outernational      | When the Ship Comes In     |
| Silverstein        | Song to Woody              |
| Daniel Bedingfield | Man In The Long Black Coat |